# Campionato tedesco femminile di calcio
Il campionato tedesco femminile di calcio è posto sotto l'egida della DFB, la federazione calcistica della Germania. Il sistema calcistico tedesco consiste in una serie di leghe legate tra di loro gerarchicamente tramite promozioni e retrocessioni. Al vertice del sistema calcistico tedesco c'è la Frauen-Bundesliga, massima divisione composta di 12 squadre.

## Storia
Dal 1974 al 1990 il campionato tedesco femminile di calcio prevedeva solamente leghe regionali, da cui poi le squadre vincitrici si qualificavano alla fase finale. A metà degli anni Ottanta si iniziò a discutere della necessità di introdurre un campionato nazionale. Fu solo a valle della vittoria del Campionato europeo femminile di calcio 1989 da parte della nazionale tedesca che si decise per la creazione della Frauen-Bundesliga per la stagione 1990-1991. Il campionato nazionale fu diviso in due gironi, Nord e Süd, ciascuno composto di dieci squadre. Nella stagione 1997-1998 la Frauen-Bundesliga fu unificata in un girone unico composto di dodici squadre. Dopo l'unificazione della Frauen-Bundesliga si evidenziò il divario tra le squadre della massima serie e le squadre dei campionati regionali. Nel 2003 fu decisa la creazione della 2. Frauen-Bundesliga, divisa in due gironi, Nord e Süd, ciascuno composto di dodici squadre. Dal 2018-2019, fatta eccezione per l'annata 2020-2021, la seconda divisione è a girone unico.

## Struttura
La struttura del campionato tedesco per la stagione 2024-2025 è la seguente:
| Livello | Livello | Serie | Serie | Serie                                                                    | Serie                                                             | Serie                                                 |
| ------- | ------- | --- | --- | ------------------------------------------------------------------------ | ----------------------------------------------------------------- | ----------------------------------------------------- |
| Pro-1   | Pro-1   | Frauen-Bundesliga 12 squadre                                                                                          | Frauen-Bundesliga 12 squadre | Frauen-Bundesliga 12 squadre                                             | Frauen-Bundesliga 12 squadre                                      | Frauen-Bundesliga 12 squadre                          |
| Pro-2   | Pro-2   | 2. Frauen-Bundesliga 14 squadre                                                                                       | 2. Frauen-Bundesliga 14 squadre | 2. Frauen-Bundesliga 14 squadre                                          | 2. Frauen-Bundesliga 14 squadre                                   | 2. Frauen-Bundesliga 14 squadre                       |
| Dil-1   | Dil-1   | Regionalliga Nord 12 squadre                                                                                          | Regionalliga Nordost 12 squadre | Regionalliga West 14 squadre                                             | Regionalliga Südwest 12 squadre                                   | Regionalliga Süd 12 squadre                           |
| Dil-2   | Dil-2   | Niedersachsenliga Ost Niedersachsenliga West Verbandsliga Bremen Verbandsliga Hamburg Verbandsliga Schleswig-Holstein | Landesliga Sachsen Landesliga Thüringen Verbandsliga Berlin Verbandsliga Brandenburg Verbandsliga Mecklenburg-Vorpommern Verbandsliga Sachsen-Anhalt | Verbandsliga Mittelrhein Verbandsliga Niederrhein Verbandsliga Westfalen | Verbandsliga Rheinland Verbandsliga Saarland Verbandsliga Südwest | Bayernliga Oberliga Baden-Württemberg Oberliga Hessen |